# Pizzolungo
Pizzolungo - Piana d'Anchise (Pizzulongu in siciliano) è una località italiana frazione del comune di Erice, in provincia di Trapani.

## Geografia fisica

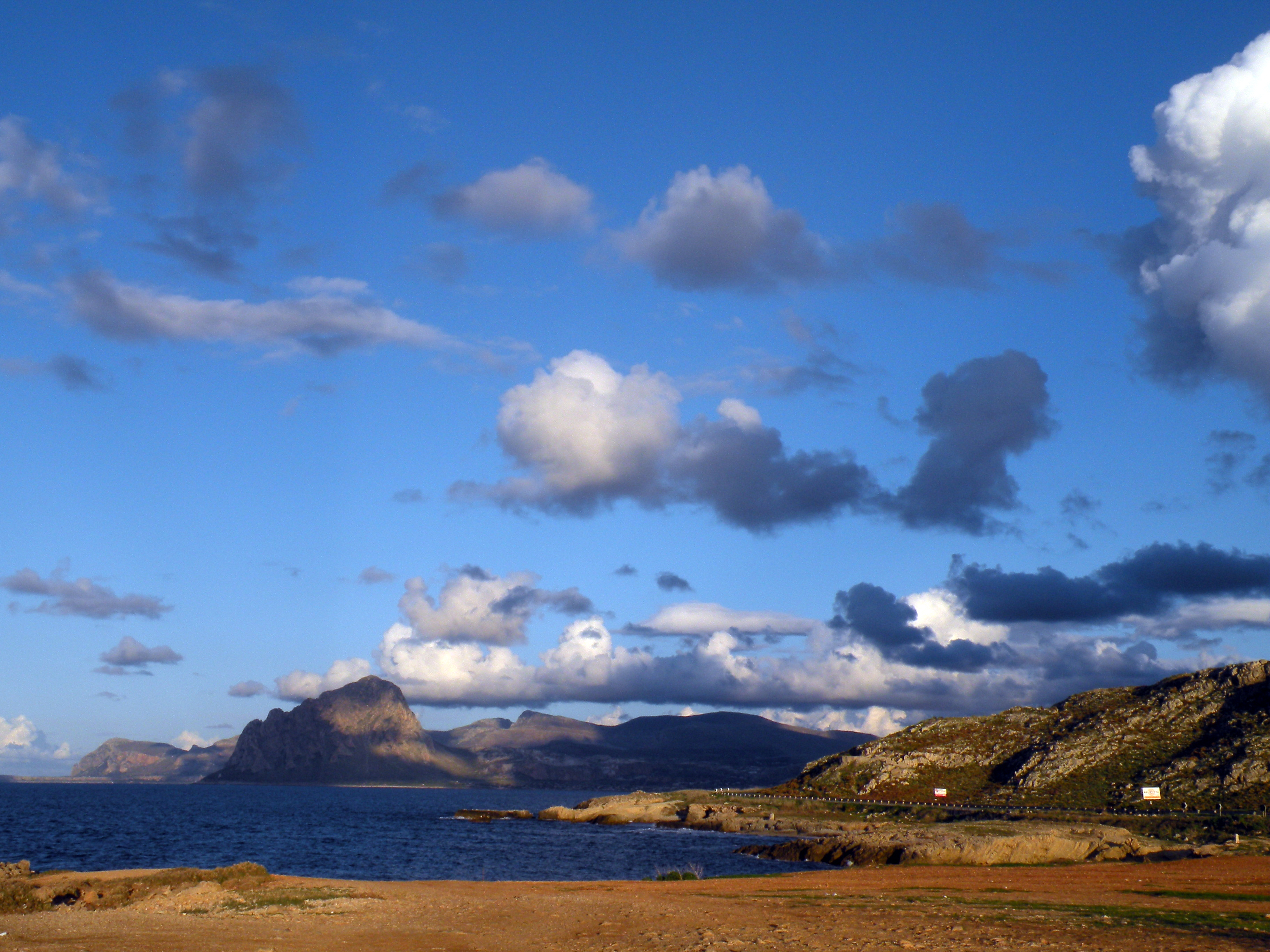
Il monte Cofano visto da Pizzolungo

### Territorio
È una località costiera posizionata nella parte occidentale della Sicilia a pochi chilometri da Trapani, nell'estremità occidentale del golfo di Bonagia. Essa prende il nome dall'omonima collinetta che sovrasta tutta la zona; il suo nome evoca letteralmente tale rilievo di bassa altitudine a forma di  "pizzo allungato" (81 m s.l.m.).
La frazione è bagnata a nord dal mar Tirreno e delimitata a sud dalle pendici del monte Erice.

### Clima
Si caratterizza per il tipico clima mediterraneo, costituito da inverni raramente freddi ed estati calde ma generalmente non torride e molto ventilate; solo durante le onde di calore e in presenza di venti di scirocco le temperature massime possono attestarsi attorno ai 40 °C. I venti sono frequenti, e le precipitazioni si attestano sui 450 mm annui, con marcato minimo estivo e picco autunnale molto contenuto.

## Storia

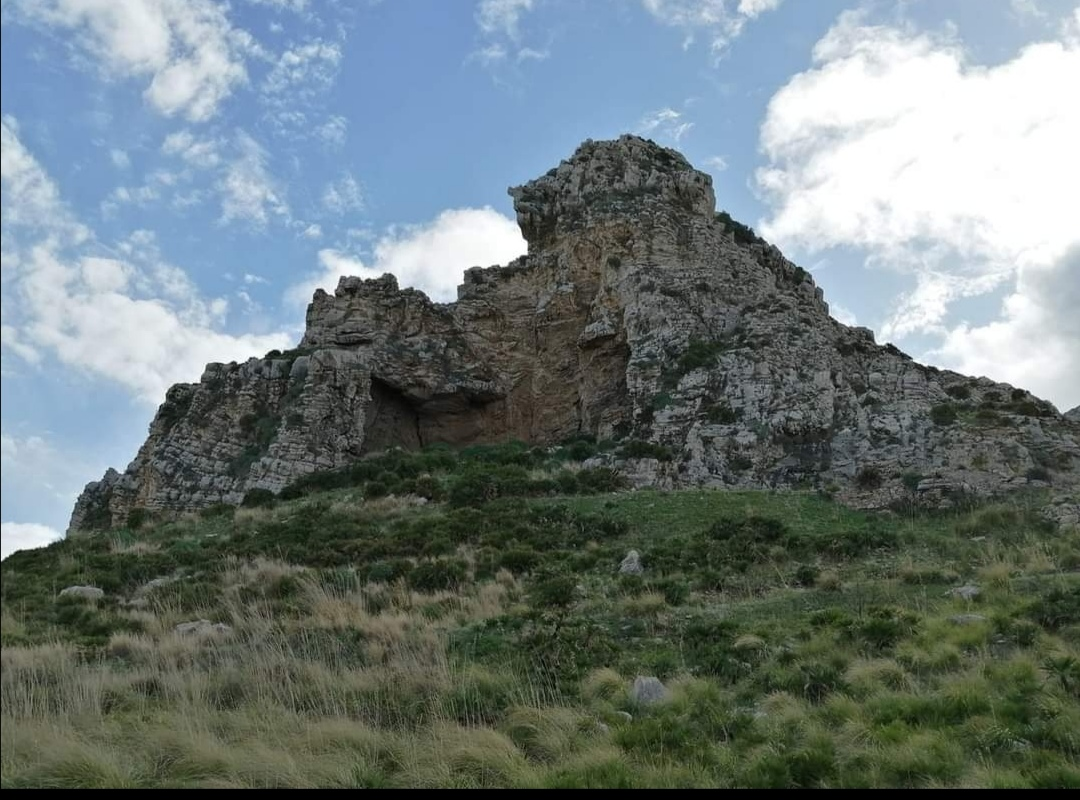
Massiccio calcareo "Pizzolungo"

Degni di esser citati sono i numerosi rilevamenti preistorici all'interno delle grotte della zona, testimonianza della presenza umana risalente già al Paleolitico superiore.

### In passato
È il luogo dove secondo la leggenda approdò Enea quando morì il padre Anchise. Per questo motivo è ben visibile, alle porte della frazione, la famosa "Stele di Anchise" eretta nell'ottobre del 1930. Riapprodatovi un anno dopo la morte del padre, Enea avrebbe organizzato i giochi sportivi in suo onore.
Quasi tutte le vie del paese e le due piazze principali vengono oggi identificate con nomi inerenti alla mitologia virgiliana, richiamando il forte legame del territorio con i tempi remoti.

### Età contemporanea
Purtroppo è conosciuta anche per la strage mafiosa del 2 aprile 1985, quando una bomba destinata alla vettura del giudice Carlo Palermo colpì per errore un'auto che transitava, uccidendo i due poveri gemellini Salvatore e Giuseppe e la rispettiva madre Barbara Asta che si stavano recando a Trapani a scuola.
Sul luogo della strage è oggi collocato un monumento per ricordare quel tragico avvenimento; i pizzolunghesi ogni anno per l'anniversario collocano una corona di fiori sul posto dell'attentato per non scordare mai quel tragico 2 aprile.

## Società

### Evoluzione demografica
Conta circa 800 residenti, sebbene è da segnalare il sostanziale incremento demografico che Pizzolungo registra durante la stagione estiva. La località, infatti, è una rinomata meta turistica dell'hinterland trapanese per via delle invidiabili coste e dei ricchi fondali marini.

### Tradizioni e folclore
La ricorrenza cittadina viene festeggiata il 26 luglio per commemorare la patrona del paese: Sant'Anna. In suo onore, nel corso della processione, un carro con un quadro raffigurante la santa patrona sfila per le vie dell'intera frazione con numerosi fedeli al seguito. Al termine dell'evento, durante il rientro nella Chiesa di Sant'Anna e Gioacchino, si tiene un breve spettacolo di fuochi pirotecnici.

### Sport

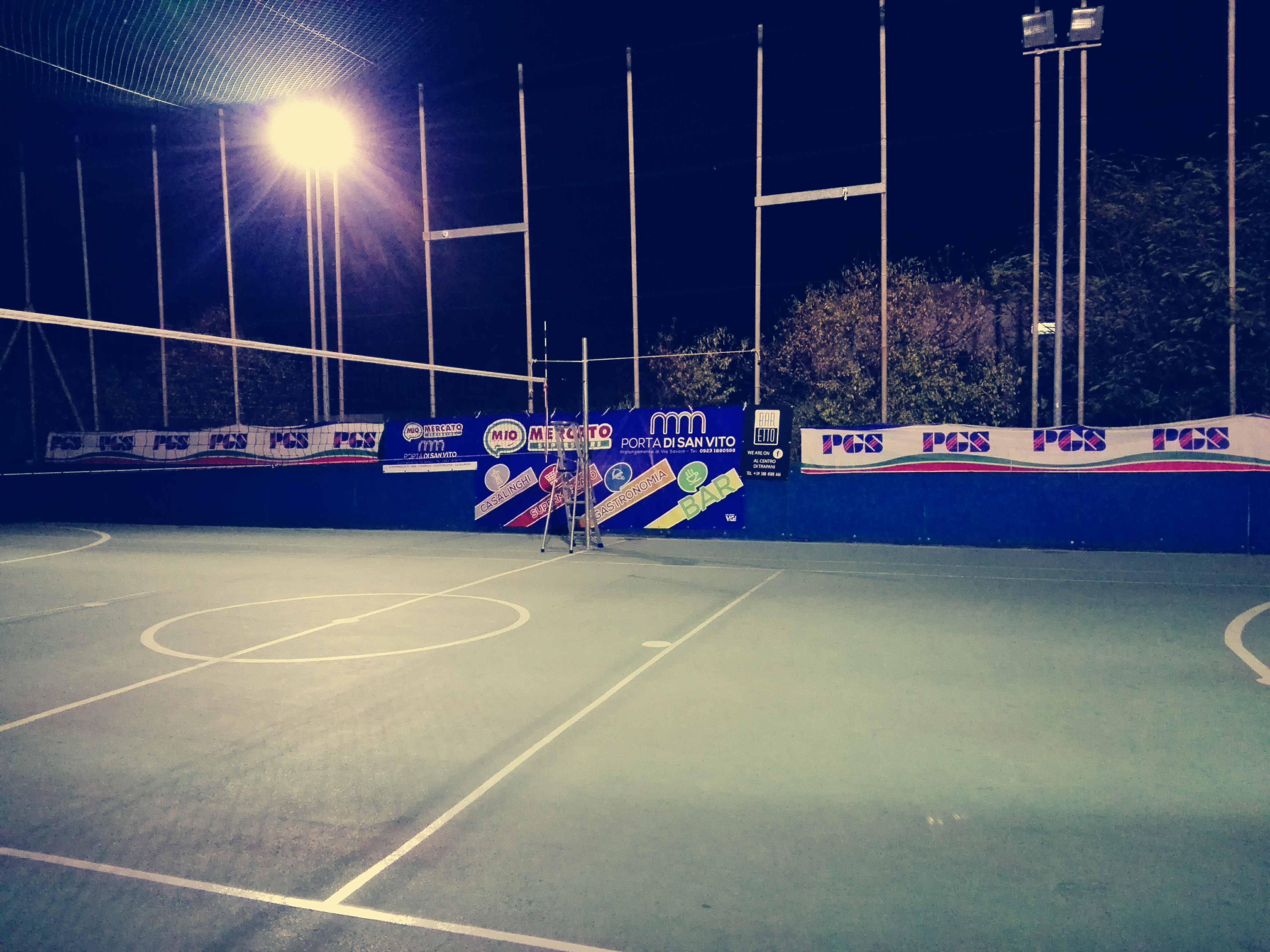
Il campo sportivo polivalente di Pizzolungo

Il Campo polivalente "Sant'Anna" rappresenta il punto di riferimento sportivo per gli abitanti della frazione. Di proprietà della locale Parrocchia è stato costruito agli inizi degli anni '90 e riaperto nel 2011 dopo una lunga chiusura. La struttura è rimasta nuovamente inattiva dal 2018 e riaperta nel corso del 2022 dopo importanti adeguamenti strutturali.